# Uppsälje
Uppsälje är en ort i Järna socken i Vansbro kommun i Dalarnas län. SCB har för bebyggelsen avgränsat två småorter namnsatt till Uppsälje (södra delen) och Uppsälje (norra delen), där den norra delen hade för få invånare för att klassas som småort 2010.